# Verlagerungsgesetz
Das Bundesgesetz zur Verlagerung von alpenquerendem Güterschwerverkehr auf die Schiene vom 8. Oktober 1999, kurz Verlagerungsgesetz (SR 740.1), ist ein Schweizer Bundesgesetz, das bewirken sollte, dass möglichst viel alpenquerender Güterschwerverkehr von der Strasse auf die Eisenbahn verlagert werden soll. Dieses Ziel ist im Alpenschutz-Verfassungsartikel (BV Art. 84) definiert.
Das Verlagerungsgesetz wurde als befristetes Gesetz beschlossen; es trat am 1. Januar 2001 in Kraft und galt bis längstens Ende 2010. Das befristete Gesetz wurde durch das Güterverkehrsverlagerungsgesetz (GVVG) abgelöst, welches von den eidgenössischen Räten am 19. Dezember 2008 verabschiedet wurde und am 1. Januar 2010 in Kraft trat.
Das Gesetz von 1999 forderte, dass bis spätestens ein Jahr nach Eröffnung des Gotthard-Basistunnels die Zahl der alpenquerenden Schwerverkehrsfahrten auf maximal 650'000 pro Jahr reduziert wird. In sieben Artikeln werde Ziele und Vorgehen zum Erreichen des Ziels beschrieben. Wichtigste Massnahmen sind:
- Einführung der Leistungsabhängigen Schwerverkehrsabgabe (LSVA)
- Bau der Neuen Eisenbahn-Alpentransversalen (NEAT)
- Bahnreform

Da nicht alle Massnahmen sofort greifen, wurden 1999 flankierende (begleitende) Massnahmen beschlossen, die ebenfalls 2001 in Kraft traten. Dazu gehören eine befristete Subventionierung des Bahngüterverkehrs und Massnahmen zur besseren Durchsetzung der geltenden Regelungen im Strassenschwerverkehr (Intensivierung der Verkehrskontrollen).
Das Güterverkehrsverlagerungsgesetz von 2008 hält an der gesetzten Zielgrösse von 650'000 Fahrten pro Jahr fest und verlangt deren Erreichung bis spätestens zwei Jahre nach Eröffnung des Gotthard-Basistunnels (geregelt in Artikel 3: Verlagerungsziel). Auch die Begleitmassnahmen, wie die Strassenverkehrskontrollen und die Subventionen an den kombinierten Verkehr, werden weitergeführt (Artikel 8: Förderung des Schienengüterverkehrs). Nur dadurch bleiben der unbegleitete kombinierte Verkehr (Behälter-Verkehr) und die rollende Landstrasse gegenüber dem Strassenverkehr konkurrenzfähig.
Als neues Instrument der Verlagerungspolitik wurde im GVVG die Einführung einer Alpentransitbörse aufgenommen. In Artikel 6 wird der Bundesrat autorisiert, darüber zu verhandeln, wobei eine Lockerung des Nachtfahrverbotes ausgeschlossen wurde. 